# Kaapverdianen in Nederland
Sinds de jaren 1960 is er een Kaapverdiaanse gemeenschap in Nederland. Ze bestaat uit ongeveer 35.000 personen en is voornamelijk geconcentreerd in Rotterdam en daar vooral in de deelgemeente Delfshaven.
Kaapverdianen hebben het imago een 'stille migrantengroep' te zijn. Ze mengen zich niet veel met andere bevolkingsgroepen en trekken weinig de aandacht.
Op sociaal vlak nemen Kaapverdianen in veel opzichten een middenpositie in. Qua onderwijs, werkloosheid, inkomen en dergelijke. doen zij het beter dan andere migrantengroepen, maar minder dan autochtonen.

## Kaapverdië

De locatie van Kaapverdië

Kaapverdianen zijn de inwoners van Kaapverdië, een land bestaande uit een eilandengroep in de Atlantische Oceaan, voor de westkust van Afrika, ter hoogte van Senegal.
De eilanden waren onbewoond tot het door de Portugezen ontdekt werd in de 15de eeuw. Kaapverdië werd een Portugese kolonie en een belangrijk knooppunt voor de trans-Atlantische slavenhandel. Het bleef onder Portugese heerschappij tot het in 1975 onafhankelijk werd.
De bevolking van Kaapverdië bestaat voornamelijk uit mensen met gemengde Europese/Afrikaanse afkomst. Daarnaast bestaan er ook nog kleinere groepen van mensen met (bijna) uitsluitend Afrikaanse of Europese afkomst. De officiële taal van Kaapverdië is het Portugees. Bijna alle Kaapverdianen hebben echter als moedertaal een op het Portugees gebaseerde creooltaal, het Crioulo. De overgrote meerderheid (93%) van de bevolking is katholiek, de resterende 7% zijn protestants.
Kaapverdië is een van de meest ontwikkelde landen in Afrika. Desondanks is het een van de armste landen ter wereld. Het CIA World Factbook schatte dat in 2000 30% van de bevolking onder de armoedegrens leefde.

## Migratiegeschiedenis

### Eerste fase
Tijdens de 19de en het begin van de 20ste eeuw migreerden Kaapverdianen hoofdzakelijk naar Amerika. De eerste Kaapverdianen kwamen naar Nederland in de jaren 1950. Het waren voornamelijk jonge mannen van de Barlavento-eilanden die op Nederlandse schepen werkten. Nederlandse rederijen stonden bekend om hun goede arbeidsomstandigheden. Een baan als zeeman op een Europees schip was voordelig voor de Kaapverdiër, die zo de armoede in zijn thuisland kon ontsnappen, maar ook voor de rederij; men kon Kaapverdiërs lagere lonen betalen en ze stonden bekend als harde werkers. Door de combinatie van deze factoren steeg het aantal Kaapverdische zeelui in Nederland van 20 in 1958 naar 700 aan het einde van de jaren 1960.
De Kaapverdianen kwamen echter niet enkel om uit de armoede te ontsnappen, maar ook uit avonturierszin en om de dienstplicht te ontlopen. In die tijd woedde de Portugese koloniale oorlog doorheen de Portugese bezittingen in Afrika. Deze dienstplicht ontlopers waren politiek meer geëngageerd. Het gevolg was dat Rotterdam een internationaal centrum werd van de Kaapverdische onafhankelijkheidsstrijd. Vele acties tegen de Portugezen vonden hun oorsprong in of werden gefinancierd vanuit Rotterdam.
De jaren 1960 waren een tijd van economische groei in Nederland. Er was daardoor een grote vraag naar arbeidskrachten. Ook ongeschoolde Kaapverdianen konden zo gemakkelijk werk vinden, meestal in de schoonmaaksector of in een fabriek. In Rotterdam werkten bijvoorbeeld veel Kaapverdianen in de Van Nellefabriek, wasserij Bombeke en de Heineken-brouwerij. Ook de Kaapverdiaanse zeelui stapten over op dit soort werk want als buitenlandse werknemer bij een Nederlandse rederij kreeg men geen verblijfsvergunning in Nederland.
Het grootste aantrekpunt was Rotterdam, met zijn belang als centrale aanmonsterplaats voor schepen van Noordwest-Europa. Veel Kaapverdiaanse zeelieden verbleven in de stad. Oorspronkelijk woonden zij in hotels, maar al snel ontstonden speciale pensions ("pensões") speciaal voor de Kaapverdianen, die zij na verloop van tijd ook zelf zouden runnen. Uiteindelijk zouden er meer dan twintig dergelijke pensions in Rotterdam zijn. Zij dienden als meer dan enkel een verblijfplaats. Nieuwkomers kregen via hun verblijf daar toegang tot het sociale netwerk van de pensionbazen, wat hielp bij het vinden van werk. Het pension Delta in de Jan Kruijffstraat werkte zelfs met voorschotten aan nieuwkomers die moesten worden terugbetaald met de verdiensten van een baan waar het pension voor zorgde.

### Tweede fase
De oliecrisis van 1973 en de daaropvolgende beurskrach hadden een negatieve invloed op scheepvaartindustrie, waardoor minder Kaapverdianen werk vonden als zeelui. Daarnaast begon Nederland in de jaren 1970 zijn immigratiebeleid te verstrengen. Ook de onafhankelijkheid van Kaapverdië in 1975 bemoeilijkte de emigratie naar Europa.
Desondanks bleven Kaapverdianen naar Nederland komen. Nu waren het voornamelijk ontslagen militairen, lagere ambtenaren, leerkrachten en schoolverlaters. Een verdere groep waren Kaapverdianen van het eiland Santiago die in de jaren 1960 waren geronseld om in Portugal te komen werken. Toen het nieuws zich verspreidde dat de arbeidsomstandigheden in Nederland beter waren, vertrokken velen van hen daarheen. Nog een groep bestond uit bijna uitsluitend Kaapverdische vrouwen die in Italië in huishoudens hadden gewerkt.
In de jaren 1970 werd gezinshereniging een immigratie mogelijkheid. In 1976 kregen illegaal in Nederland aanwezige Kaapverdianen een 'algehele amnestie'; bijna 600 mensen werden toen gelegaliseerd. Daarnaast kregen zeelui die meer dan zeven jaar lang op Nederlandse schepen gewerkt hadden de kans om het Nederlandse staatsburgerschap aan te vragen. Velen van hen maakten hiervan gebruik en begonnen hun gezinnen naar Rotterdam te brengen.

### Derde fase
De derde migratiefase begon na de invoering van de democratie in Kaapverdië in 1991. Degenen die nu direct uit Kaapverdië kwamen waren voornamelijk hoogopgeleide jonge mensen die hun studies in het buitenland wilden voortzetten. Daarnaast bleven er Kaapverdische vrouwen uit Portugal en Italië komen.
In het begin van de jaren 1990 werd het Nederlandse migratiebeleid nogmaals verscherpt. Hierdoor werd een huwelijk de voornaamste mogelijkheid om naar Nederland te komen. Dit zorgde voor een groot aantal schijnhuwelijken. De Kaapverdische immigratie nam na 1996 gelijk af, mogelijk door de verscherping van de regels.

## Demografie
In 2016 waren 22.157 Kaapverdianen legaal in Nederland aanwezig. Daarnaast verbleef er ook een aantal illegaal in het land. Ze vormden daarmee een van de grootste Nederlandse migrantengroepen uit de sub-Sahara, de derde grootste Kaapverdische diasporagemeenschap wereldwijd, na die in de VS en die in Portugal.
De Kaapverdische gemeenschap groeit nog maar met mate. In Rotterdam is het een van de minst snelgroeiende allochtone bevolkingsgroepen. In 1998 bedroeg die groei ruim twee procent; in 1999 iets minder dan twee procent en in 2002 zelfs slechts ruim een procent. Er is ook een zekere mate aan remigratie. Deze geringe mate aan verdere immigratie heeft een invloed op de opbouw van de gemeenschap; van de Kaapverdianen in Nederland is 40% daar geboren en behoort dus tot de tweede generatie. Dit heeft onder andere invloed op de geldstroom terug naar Kaapverdië. In Nederland geboren Kaapverdianen zijn veel minder geneigd om geld terug naar het moederland te sturen. Geldovermakingen van buiten het land levende landgenoten vormen echter een aanzienlijk deel van de Kaapverdische economie. Aan het einde van de jaren 1990 was dat 25-30 procent. Door de groei van de tweede generatie viel het Nederlandse aandeel aan deze overmakingen tussen 1990 en 2000 terug van 20 naar 12 procent.
| Gemeente           | Aantal |
| ------------------ | ------ |
| Rotterdam          | 14.983 |
| Schiedam           | 795    |
| Amsterdam          | 552    |
| Zaanstad           | 509    |
| Capelle a/d IJssel | 341    |
| Den Haag           | 271    |
| Delfzijl           | 230    |

De meeste Kaapverdianen uit de eerste generatie komen van het eiland Maio, maar de andere eilanden zijn ook vertegenwoordigd in de Nederlandse gemeenschap. In Nederland woont het overgrote deel (75%) van de Kaapverdianen in Rotterdam, omwille van de historisch belangrijke rol van die stad als aantrekpunt (zie boven) en de daaropvolgende kettingmigratie. Daarvan woont ook nog eens 40% in de deelgemeente Delfshaven, zodat Kaapverdianen bijna 10% van de bevolking van Delfshaven uitmaken. Andere Rotterdamse wijken met relatief veel Kaapverdianen zijn Middelland en het Nieuwe Westen. Behalve in Rotterdam zijn er nog grotere concentraties van Kaapverdianen in de omgeving van Rotterdam (Schiedam, Capelle aan den IJssel, Vlaardingen en Den Haag) en in andere steden in Nederland (Amsterdam, Zaanstad, Delfzijl). In Amsterdam vormen zij de kleinste buitenlandse gemeenschap. Een overzicht van de geografische spreiding van de Kaapverdiaanse gemeenschap in Nederland in 2004 wordt gegeven in de tabel rechts.
De gemeenschap is nog vrij jong. Ruim de helft van de tweede generatie is jonger dan 15 jaar en het aandeel 65-plussers bedraagt slechts vier procent. De geslachtsverdeling is niet helemaal evenwichtig. In de eerste generatie zijn er in het algemeen iets meer vrouwen dan mannen. Zij zijn vooral oververtegenwoordigd in de leeftijdscategorie 25-44 jaar, terwijl de mannen in de meerderheid zijn onder de 45-plussers. Een overzicht van de leeftijds- en geslachtsverdeling wordt gegeven in de tabel hieronder.
| Leeftijd         | Eerste generatie (m) | Eerste generatie (v) | Tweede generatie (m) | Tweede generatie (v) | Totaal |
| ---------------- | -------------------- | -------------------- | -------------------- | -------------------- | ------ |
| 0–14 jaar        | 90                   | 100                  | 1.736                | 1.657                | 3.583  |
| 15–34 jaar       | 652                  | 754                  | 1.224                | 1.264                | 3.894  |
| 35–44 jaar       | 1.446                | 1.983                | 116                  | 105                  | 3.650  |
| 45–64 jaar       | 1.758                | 1.504                | 0                    | 0                    | 3.262  |
| 65 jaar of ouder | 337                  | 257                  | 0                    | 0                    | 594    |
| Totaal           | 4.283                | 4.598                | 3.076                | 3.026                | 14.983 |

## Sociale positie en integratie
Kaapverdianen hebben als groep een positief imago. Ze staan bekend als zogenaamde “stille migranten” omdat ze schijnbaar tevreden zijn met hun positie, relatief weinig problemen veroorzaken (hoewel er weleens problemen worden gesignaleerd met Kaapverdiaanse jongeren, zie #Jeugdcriminaliteit) en niet veel van zich laten horen; ze zijn vooral gericht op de eigen groep: Ze wonen het liefst bij elkaar in de buurt, de interactie (en menging) met andere etnische groepen en met autochtonen is vrij laag. Wel proberen Kaapverdiaanse organisatie meer aandacht te krijgen voor hun groep.
Qua sociale positie (inkomen, werkloosheid, opleiding, …) nemen de Kaapverdianen een middenpositie in tussen autochtonen en andere allochtone groepen.

### Opleidingsgraad
De meerderheid van de eerste generatie Kaapverdiaanse migranten bestond uit zeelieden en laaggeschoolde vrouwen. Het opleidingsniveau onder hen is dan ook gemiddeld lager dan dat van andere etnische groepen. Er is echter sprake van vooruitgang in de tweede generatie. Hun opleidingsniveau is vergelijkbaar met dat van andere etnische groepen, hoewel het nog wel onder dat van autochtonen ligt.
Kaapverdiaanse leerlingen doen het gemiddeld minder goed dan autochtone leerlingen. In 2002 bedroeg de gemiddelde CITO-eindtoetsscore in Rotterdam onder Kaapverdiaanse leerlingen 48. Dit is vergelijkbaar met de eindscore van Surinaamse leerlingen, lager dan die van autochtone leerlingen (53) en iets hoger dan de scores van Turkse en Marokkaanse leerlingen.
Kaapverdiaanse leerlingen lopen gemiddeld vaker vertraging op in het voortgezet onderwijs. In 2001 liep 34% van de Kaapverdiaanse leerlingen vertraging op, vergeleken met 27% van de Turkse leerlingen, 20% van de Surinaamse en 15% van de autochtone leerlingen. Kaapverdiaanse jongens presteren slechter dan meisjes. Er is ook sprake van een oververtegenwoordiging in het VMBO.
Daarentegen verlaten Kaapverdiaanse leerlingen minder vaak voortijdig de school dan Turkse en Marokkaanse leerlingen. In 2002 bedroeg het aandeel Kaapverdiaanse jongeren van 17–22 jaar dat niet schoolgaand was en geen startkwalificatie had in Rotterdam 30%, terwijl het bij Turkse jongeren bijna 40% en bij Surinaamse jongeren ruim 30% was. Bij autochtone jongeren bedroeg dit aantal iets minder dan 30%.
De doorstroom naar het hoger onderwijs is laag. In 2001 stroomde ongeveer 66% van de Kaapverdiaanse leerlingen uit het voortgezet onderwijs door naar het middelbaar beroepsonderwijs, slechts 8% naar het hoger beroepsonderwijs of de universiteit. (Bij Turken stroomt 15%, bij Surinamers 23% en bij autochtonen 37% door naar het hoger onderwijs.) Onder Kaapverdiaanse schoolverlaters stroomt ook een proportioneel groot percentage niet door naar het vervolgonderwijs. In 2001 was dit ongeveer 20% van hen, vergeleken met eveneens ongeveer 20% van de Turken, 14% van de Surinamers en 12% van de autochtonen.

### Economische positie
Kaapverdianen staan bekend als ijverige werknemers. Hun positie op de arbeidsmarkt is beter dan die van Turken, Marokkanen en vluchtelingengroepen, maar slechter dan die van autochtonen en vergelijkbaar met die van Surinamers. Ook is er sprake van vooruitgang bij de tweede generatie. Wel is het gemiddelde inkomen van een Kaapverdiaan laag, omdat ze meestal in lagere functies werkzaam zijn (voor vrouwen hoofdzakelijk schoonmaak, voor mannen laaggeschoolde beroepen in de industrie en de haven).
| Groep               | Eerste generatie | Tweede generatie | Totaal |
| ------------------- | ---------------- | ---------------- | ------ |
| Kaapverdianen       | 14%              | 7%               | 12%    |
| Turken              | 26%              | 11%              | 22%    |
| Marokkanen          | 26%              | 11%              | 22%    |
| Surinamers          | 16%              | 8%               | 14%    |
| Overige allochtonen | 19%              | 5%               | 17%    |
| Autochtonen         | -                | -                | 7%     |

In 2002 was 12% van de Kaapverdianen in Rotterdam werkloos, een laag percentage vergeleken met andere minderheidsgroepen (zie tabel rechts). De werkloosheid daalde sterk van 1997 tot 2001, nog sneller dan bij autochtonen. Kaapverdianen behoren vaker tot de fase 1 (direct bemiddelbare) werkzoekenden. Tot de fase 4 (nauwelijks bemiddelbare) werkzoekenden behoort slechts 34% van de Kaapverdiaanse werkzoekenden, vergeleken met 45% van de Turkse en autochtone werkzoekenden.
Het ondernemerschap is niet sterk ontwikkeld bij de Kaapverdianen. Hoewel zij 5% van de allochtone bevolking van Rotterdam uitmaken, vormen zij slechts 3% van het aantal allochtone bedrijven. Er is wel sprake van groei.
Deze economische middenpositie weerspiegelt zich ook in de huisvestingssituatie. In 2002 woonden er gemiddeld 0,95 Kaapverdianen op een kamer. Ze leefden dus krapper dan autochtonen (gemiddeld 0,73 personen per kamer), maar ruimer dan Turken.

### Jeugdcriminaliteit
Er is sprake van verhoogd risico op criminaliteit bij Kaapverdiaanse jongeren. Delinquentie is gerelateerd aan het ondervinden van discriminatie en het meemaken van ingrijpende gebeurtenissen (zoals echtscheidingen of mishandeling door ouders). Deze factoren komen bij Kaapverdiaanse jongeren verhoogd voor. Kaapverdiaanse jongeren gaan ook meestal naar zwarte scholen en wonen in achterstandswijken. Ze komen dus waarschijnlijk minder in contact met autochtonen en integreren vaker in de cultuur van jongeren in de buurt. De kans bestaat dat dit jongeren zijn die gangs vormen.
Desondanks is er geen sprake van zorgwekkende criminaliteit onder Kaapverdiaanse jongeren en als ze wel deelnemen aan het plegen van een misdaad is het meestal als meeloper, zelden als voorloper. Het probleemgedrag neemt ook af vanaf een bepaalde leeftijd. Ook het gebruik van harddrugs komt niet veel voor. Druggebruik in het algemeen blijft beperkt tot blowen.
Kaapverdiaanse jongeren vertonen ook minder vaak hanggedrag. Ze zoeken elkaar wel op, maar vaker om te sporten en minder om te hangen. Grote samenscholingen van uitsluitend Kaapverdiaanse jongeren (zoals voorkomt bij Marokkaanse en Antilliaanse jongeren) komen minder vaak voor. Ook dragen Kaapverdiaanse jongeren minder vaak wapens dan deze groepen.
In het najaar van 2005 kwam de Kaapverdiaanse gemeenschap negatief in het nieuws. In Augustus werden drie Kaapverdiaanse jongens veroordeeld wegens de groepsverkrachting van een elfjarig meisje. Zij zouden haar november 2004 naar een huis in de Balkenstraat in de Rotterdamse achterstandswijk Spangen (in de deelgemeente Delfshaven) hebben uitgenodigd en dan een voor een verkracht. Twee van hen werden uiteindelijk veroordeeld voor verkrachting. Het gerecht achtte van de derde niet bewezen dat hij het meisje tot seks had gedwongen, maar veroordeelde hem wel voor ontucht. Alle drie kregen tussen de twaalf en achttien maanden (afhankelijk van hun leeftijd), waarvan een deel voorwaardelijk, en daarnaast een leerstraf. Zij waren niet de enige Kaapverdiaanse jongeren die in 2005 voor een dergelijk misdrijf werden veroordeeld. In het begin van het jaar werden al twee jongens veroordeeld wegens verkrachting; september 2005 moesten nog twee jongens voor de rechter verschijnen. Volgens justitie maakten alle zes uit van een in totaal zeven leden sterke bende die zichzelf de "Cabo Pimp Unit" (Kaapverdiaanse pooierbende) noemde. Zij maakten in totaal zes slachtoffers, allemaal tussen de 11 en 15 jaar.
Kaapverdiaanse meisjes worden in het algemeen niet met criminaliteit in verband gebracht, hoewel de laatste jaren wel gesignaleerd wordt dat sommige jonge Kaapverdiaanse vrouwen als drugskoerier fungeren.

## Positie van de vrouw
Kaapverdiaanse vrouwen spelen een sterke rol binnen de Kaapverdiaanse gemeenschap. Veel mannen hebben een marginale rol in het huishouden; het zijn de vrouwen die voor de kinderen zorgen en het huishouden doen. Dit is ook in Nederland het geval. Vooral tienermoeders en vrouwen die alleen hun kind opvoeden (waarvan er vrij veel zijn in de Kaapverdiaanse gemeenschap in Nederland) raken zo gemakkelijk overbelast. Een versterkende factor is dat veel Kaapverdiaanse vrouwen omwille van hun lage opleiding moeten werken op incourante tijden (bijvoorbeeld in de schoonmaak). Zij zijn dus vaak niet thuis op tijdstippen wanneer hun schoolgaande kinderen thuis zijn en niet slapen.
Zoals al vermeld is er in de Kaapverdische gemeenschap een relatief groot aantal tienermoeders. Meerdere verklaringen voor dit fenomeen zijn geopperd. Zo zouden Kaapverdische ouders een tienerzwangerschap sneller accepteren, omdat een meisje dat zwanger wordt volgens de Kaapverdische cultuur een vrouw is en zij dus niet meer voor haar moeten zorgen. Daarnaast is ook gesuggereerd dat tienermeisjes bewust zwanger raken om te ontsnappen aan de vaak nogal strenge en hardhandige opvoeding van Kaapverdische ouders.
Rond 2003 werd gemeld dat Kaapverdiaanse vrouwen meer last hadden van het seksisme van hun eigen mannen dan van racisme. Kaapverdiaanse mannen waren vaak polygaam, vertoonden machogedrag en hielden zich weinig tot niet bezig met de opvoeding van de kinderen. Er werd echter ook gemeld dat dit soort gedrag steeds minder geaccepteerd werd.

## Kaapverdische muziek in Nederland
Rotterdam is wereldwijd een van de belangrijkste centra voor Kaapverdische muziek. Het eerste Kaapverdische platenlabel, Morabeza Records, werd in Rotterdam opgericht door João Silva, beter bekend als Djunga de Biluca. In Rotterdam werden meerdere Kaapverdische platenlabels, opnamestudio's en radiozenders opgericht. Vanaf de jaren 1990 waren Nederlandse Kaapverdianen internationaal succesvol met het combineren van traditionele Kaapverdische muziek met zouk en andere stijlen, zoals r&b en hiphop. Voorbeelden hiervan zijn Suzanna Lubrano, Gil Semedo en Nelson Freitas.
Rotterdam, meer specifiek het Heemraadsplein, is ook de locatie van het jaarlijkse São João Festival.

## Sport
Meerdere Kaapverdiaans-Nederlandse voetballers voetballen op professioneel niveau en/of voor het Kaapverdiaans voetbalelftal. Bijvoorbeeld: Cecilio Lopes, Toni Varela, Guy Ramos, Deroy Duarte, Jamiro Monteiro, Gianni dos Santos, Josimar Lima, Garry Mendes Rodrigues, Jeffrey Fortes. Sommigen van hen deden in 2023 mee met het Afrikaans Kampioenschap Voetbal.
Andere succesvolle Kaapverdiaans-Nederlandse sporters zijn bijv. ex-profvoetballer Luc Castaignos en kickbokser Luis Tavares.

## Culinair
De kapsalon is bedacht door Nataniël 'Tati' Gomes, een Nederlands-Kaapverdische kapper uit Rotterdam.

## Bekende Kaapverdianen in Nederland
- Bollebof, rapper
- Luc Castaignos, voetballer
- Miguel Dias, voormalig topbokser
- E-Life, rapper
- Emms, rapper
- Eddy Fort Moda Grog, rapper
- Nelson Freitas, zanger

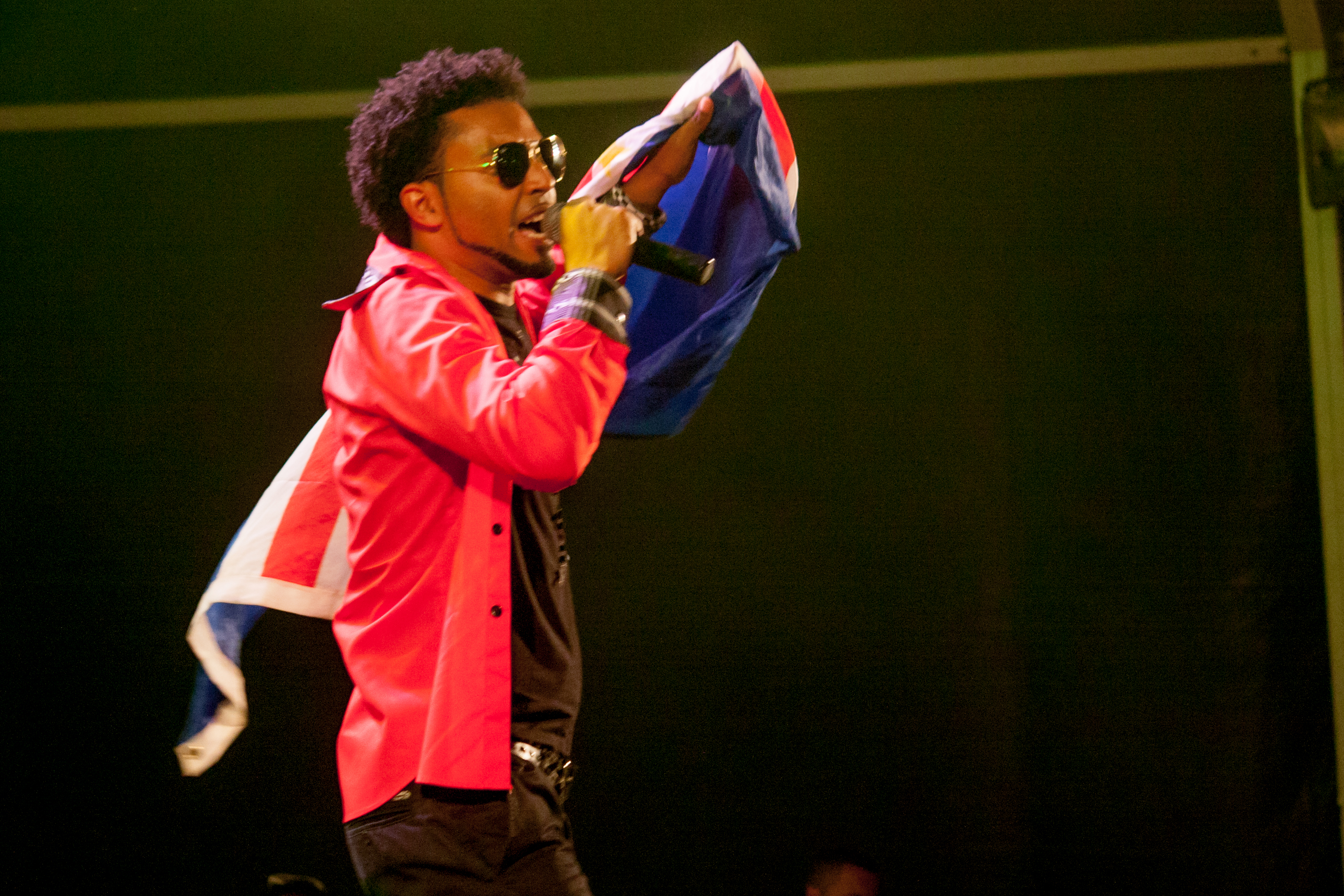
Gil Semedo

- Edson da Graça, stand-upcomedian, presentator en acteur
- Suzanna Lubrano, zouk-zangeres
- Dina Medina, zangeres
- David Mendes da Silva, voetballer
- Garry Mendes Rodrigues, voetballer
- Sonia Pereira, paragnoste, medium, televisiepresentatrice en actrice
- Gil Semedo, zanger, songwriter, entrepreneur en producer
- Sonja Silva, presentatrice, actrice, model en zangeres.
- João Varela, voormalig politicus